# Lollipop (릴 웨인의 노래)
"Lollipop"은 미국의 랩퍼 릴 웨인의 노래이다. 빌보드 핫 100 차트에서 5주 동안 1위를 한 경험이 있으며, 이 노래는 싱어송라이터 스태틱 메이저가 피쳐링 했는데, 스태틱 메이저는 노래가 발매되기 2주 전 갑작스럽게 사망한다. 그 후 빌보드 차트 1위가 되 스태틱 메이저는 2003년 주버나일의 노래 "Slow Motion"을 피쳐링한 솔자 슬림 다음인 7 번째 사후 빌보드 차트 1위가 된 가수가 되었다. 이 노래는 Tha Carter III에 수록되어 있다.